# 2003 في موريتانيا

## القيادات
- الرئيس : معاوية ولد سيد أحمد الطايع
- رئيس الوزراء :
  - الشيخ العافية ولد محمد خونة
  - اسغير ولد مبارك

## الأحداث
- 19 سبتمبر: توقيع اتفاقية ترسيم الحدود البحرية بين موريتانيا وجمهورية جزر الرأس الأخضر [1]

## الرياضة
- توج نادي نصر السبخة ببطولة دوري الدرجة الأولى الموريتاني لكرة القدم [2]